# Bryn Terfel
Bryn Terfel, född Bryn Terfel Jones den 9 november 1965 i Pant Glas i Gwynedd, är en brittisk (walesisk) operasångare (basbaryton). Han gjorde sig inledningsvis känd för sina Mozarttolkningar, särskilt som Leporello i Don Juan, men har sedan dess utökat repertoaren till tyngre och mer krävande roller, bland annat i verk av Wagner.

## Ungdomsår
Terfel växte upp i en lantbrukarfamilj och undervisades i sång av en vän till familjen. Inledningsvis bestod hans repertoar mest av walesisk folkmusik. 1984 flyttade Terfel till London och antogs vid Guildhall School of Music and Drama. Han utexaminerades 1989 med en guldmedalj. I BBC:s tävling Cardiff Singer of the Year samma år kom han på en andraplats efter Dmitrij Chvorostovskij. Samma sommar sjöng Terfel Masetto i Arnold Östmans uppsättning av Don Giovanni på Drottningholmsteatern (de andra solisterna var bl.a. Håkan Hagegård, Barbara Bonney och Arleen Augér)
1990 debuterade Terfel som Guglielmo i Così fan tutte på Welsh National Opera. Senare samma år sjöng han Figaro i Figaros bröllop. Samma roll debuterade han med ett år senare vid English National Opera.

## Genombrott

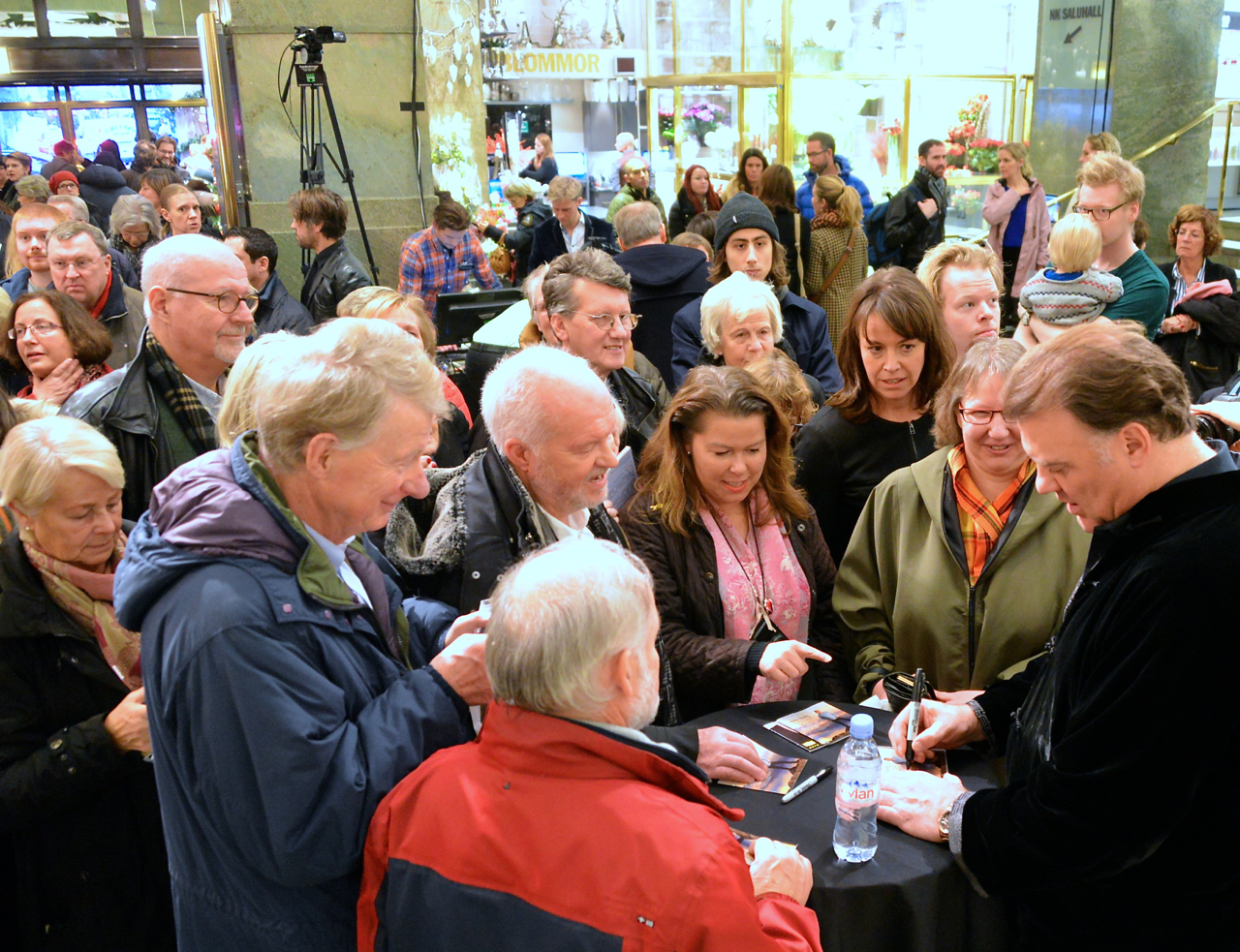
Bryn Terfel signerar sin nya skiva på NK i Stockholm i december 2013.

I USA debuterade Terfel som Figaro på operan i Santa Fé. 1992 sjöng han Masetto i Royal Opera House-uppsättningen av Don Giovanni. Terfels internationella genombrott kom vid Salzburgfestivalen 1992 då han sjöng Jochanaan i  Richard Strauss Salome. Därefter sjöng han återigen Figaro vid statsoperan i Wien. Samma år skrev han kontrakt med  Deutsche Grammophon och återvände därefter till Welsh National Opera för att sjunga Ford i Falstaff.  1993 spelade han in The Yeomen of the Guard av Gilbert och Sullivan där han sjöng rollen som Wilfred Shadbold
1994 sjöng han Figaro vid Covent Garden och samma år debuterade han på Metropolitan Opera i samma roll. Han sjöng också i Mahlers åttonde symfoni vid Raviniafestivalen. 1994 fick han också det hedersamma uppdraget att sjunga Rule, Britannia! vid Last Night of the Proms där han bland annat sjöng delar av sången på kymriska. 1996 sjöng Terfel för första gången Wagner då han uppträdde som Wolfram i Tannhäuser vid Metropolitan. Dessutom sjöng han Nick Shadow i  Stravinskijs Rucklarens väg vid Welsh National Opera.
1997 debuterade Terfel på La Scala i Milano där han återigen sjöng Figaro. 1998, sjöng han recitativ i Carnegie Hall där han framförde verk av Hugo Wolf, Fauré, Brahms, Schumann, Schubert med flera.  1999 sjöng han huvudrollen i Don Giovanni vid en uppsättning i Paris. Samma år sjöng han även huvudrollen i Falstaff vid Lyric Opera of Chicago.
1999 sjöng Terfel titelrollen i Don Giovanni på Grand Opéra i Paris. Kritiken var dock inte odelat positiv, en del kritiker ansåg att Terfels djupa basbarytonröst inte passade rollen som Don Giovanni. Dessutom hade dels mer musikaliskt och scensikt innovativa uppsättningar nyligen satts upp i Frankrike vid det här tillfället (bl.a. en i Aix-en-Provence med Peter Mattei i titelrollen) och dels hade konkurrensen från andra barytonsångare ökat.

## Faenolfestivalen
2000 grundade Terfel Faenolfestivalen i Wales. Den blev snabbt ett årligt återkommande evenemang med såväl internationella operastjärnor som lokala artister. Samma år sjöng han in en samlingsskiva med sina walesiska favoritsånger, We'll Keep a Welcome – The Welsh Album.

## Utmärkelser
- 2003: Commander of the British Empire
- 2006: Queen's Medal for Music

## Diskografi

### I eget namn
- 1994 – An die Musik (sånger av Schubert)
- 1995 – The Vagabond (engelska sånger)
- 1996 – Opera Arias
- 1996 – Something Wonderful (musik av Rodgers & Hammerstein)
- 1997 – Handel Arias
- 1998 – Mahler: Symphonie No. 7 / Kindertotenlieder
- 1998 – If Ever I Would Leave You (sånger från musikaler)
- 1999 – Cecilia & Bryn: Duets (med Cecilia Bartoli)
- 2000 – Schumann: Liederkreis op 39
- 2000 – We'll Keep a Welcome (folkmusik från Wales)
- 2002 – Wagner Arias
- 2003 – Bryn Terfel Sings Favourites
- 2003 – Renée & Bryn (med Renée Fleming)
- 2005 – Silent Noon (engelska sånger)
- 2005 – Simple Gifts
- 2006 – Tutto Mozart!
- 2007 – A Song in My Heart
- 2008 – Scarborough Fair
- 2010 – Bad Boys
- 2010 – Carols & Christmas Songs